# Santa Maria de Ribes
Santa Maria de Ribes és una església catòlica romana que es troba al municipi de Ribes de Freser (Ripollès) inclosa en l'Inventari del Patrimoni Arquitectònic de Catalunya.
És l'església parroquial de la població. Pertany al bisbat d'Urgell i pertany a l'Arxiprestat de Núria-Cerdanya.

## Descripció
L'església parroquial de Santa Maria es troba documentada des de principis del segle xi. És una església moderna, que va reemplaçar la que fou destruïda el 1936. De l'església romànica se'n conserven tres absis, restaurats, visibles a un dels costats de l'església i servint actualment com a capelles laterals de la mateixa. A l'exterior estan decorats amb arcuacions llombardes i un fris de dents de serra.

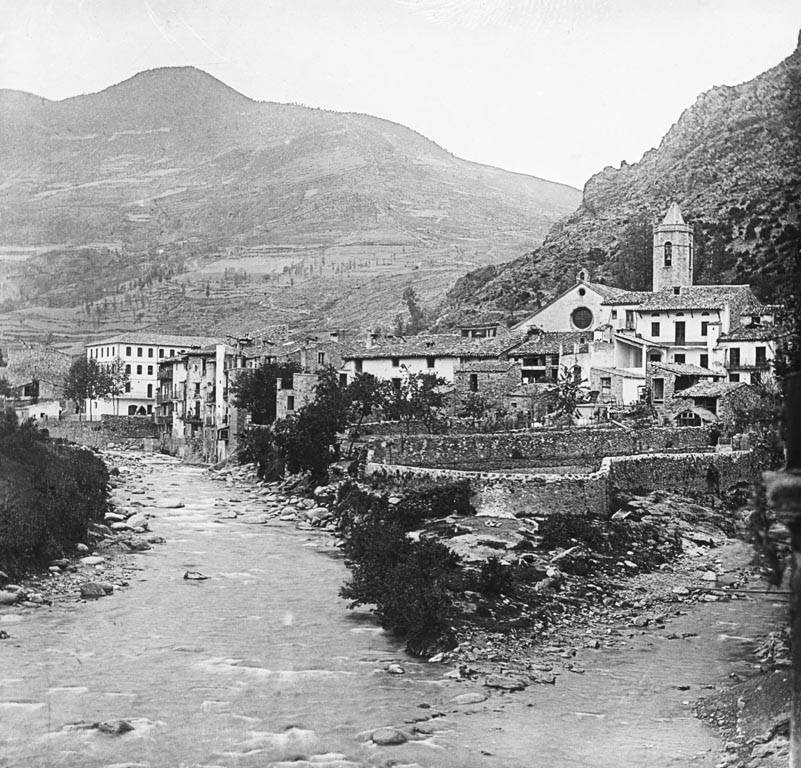
Església de Santa Maria (a la dreta) el 1907

També es conserva el campanar de l'antiga església, aixecat en època barroca.
L'església actual és una construcció moderna deguda a l'arquitecte Josep Danés, aixecada entre 1940 i 1945. Destaca, a l'interior, per l'ús d'arcs parabòlics. A l'exterior crida l'atenció la teulada, amb coberta de pissarra i mansardes pròpies de l'arquitectura civil de muntanya.
Amb l'enderroc de 1936 també es van perdre tots els retaules barrocs que formaven part de la decoració interior de l'església. Tot i que no és segur que tingui el seu origen en aquesta església, en un dels absis romànics s'hi ha posat una rèplica de l'anomenat Baldaquí de Ribes, un dels més importants exponents de la pintura romànica sobre taula l'original del qual es conserva al Museu Episcopal de Vic.
Són notables les pintures murals de l'absis principal, així com les de la capella del Santíssim, aquestes últimes obra de Llucià Navarro (1970).